# 保加利亚国铁20型蒸汽机车
保加利亚国铁20型蒸汽机车（Локомотиви БДЖ серия 20.00），是保加利亚国家铁路一种煤水车式蒸汽机车。本型机车原是斯柯达公司1939年为南滿洲鐵道制造的2-8-2“天皇式”蒸汽机车，后因某些原因被保加利亞國家鐵路购置，其设计与南滿洲鐵道国线Mikasa型蒸汽机车以及华北交通Mikaha型蒸汽机车相似。
20型机车配属于普罗夫迪夫、布爾加斯、西美昂諾夫格勒三个机务段，用于牵引客运列车以及货运列车。1973年到1975年间，本型机车相继退役。20.06号机车在1979年送入博物馆展示，但在2001年6月被目击遗弃于卡洛亚诺维茨火车站。